# 大韓聖公会
大韓聖公会（だいかんせいこうかい、テハンソンゴンフェ、朝: 대한성공회、英: The Anglican Church of Korea）は、キリスト教の一派のアングリカン・コミュニオンに属する、大韓民国の教派。
19世紀末、英国でチャールズ・ジョン・コーフ主教が朝鮮教区の初代教区長に按手され、1890年に朝鮮（李氏朝鮮）に赴任したのが始まり。1993年4月16日に独立管区に昇格。信者約5万人。
現在はソウル、大田、釜山の3教区がある。ソウル聖公会聖堂はソウル教区の主教座聖堂で、また大韓聖公会の中心になっている。
教育分野にも力を入れていて、聖公会大学校などの学校経営を行っている。